# 埃伯哈德·魏泽
埃伯哈德·魏泽（德語：Eberhard Weise，1953年8月3日—），德国前男子雪车运动员。他曾代表东德参加1984年冬季奥林匹克运动会雪车比赛，联同伯恩哈德·莱曼、波格丹·穆肖乌和英戈·福格获得男子四人银牌。